# (7327) Crawford
(7327) Crawford (1983 RZ1) – planetoida z grupy pasa głównego asteroid okrążająca Słońce w ciągu 3 lat i 97 dni w średniej odległości 2,2 j.a. Została odkryta 6 września 1983 roku w Lowell Observatory Anderson Mesa Station przez Edwarda Bowella. Nazwa planetoidy została nadana na cześć Davida L. Crawforda (ur. 1931), astronoma pracującego w Kitt Peak National Observatory.